# Campionat dels Països Catalans de biketrial
El Campionat dels Països Catalans de biketrial fou la màxima competició de biketrial celebrada als Països Catalans i una de les més antigues del calendari internacional d'aquest esport, celebrada des de 1992 (any de la fundació de la BIU i de la creació del biketrial), com a continuació de l'anterior Campionat dels Països Catalans de trialsín. Ha estat organitzat per la BUE de bon principi i, d'ençà de la creació de la BAC el 2009, per aquesta altra entitat.
El campionat atorgava un títol específic per a cadascuna de les categories federatives establertes per la BUE: Elite, Senior, Junior, Minime, Benjamin, Poussin, Promesa i Femina, més un per a Clubs o equips i un altre per a Constructors.

## Reglament
La normativa que s'hi aplica és l'establerta al Reglament Tècnic vigent de la BIU i, per a participar-hi, cal disposar d'una llicència federativa de l'any en curs emesa per aquesta entitat o bé per la UFOLEP (Union française des oeuvres laïques d'éducation physique, federació francesa poliesportiva). Per raó de la proximitat geogràfica, a banda de catalans el campionat atrau també pilots occitans i espanyols.
Tal com passa al campionat del món, totes les proves puntuables són "Open", permetent-s'hi doncs la participació de bicicletes amb qualsevol mida de roda reglamentària (ja siguin de 20" com de 26"), per bé que les més habituals hi són les de 20". El nombre de zones de les proves varia entre un mínim de 12 i un màxim de 15, les quals cal superar en 2 voltes.

### Categories
Les limitacions de categories en funció de l'edat, així com els colors corresponents al seu nivell de dificultat, són les establertes per la BIU amb l'afegitó de la categoria Promesa per a nens de 6 anys (el seu color és el negre). Per a classificar-se en el Campionat de Clubs/Equips, el club o equip haurà d'estar afiliat a la BAC o la BUE i tenir la seva llicència al corrent abans de la primera prova. Per al Campionat per Marques, el fabricant haurà d'acreditar el pagament del cànon anual a la BUE abans de la primera prova.
Pel que fa a la categoria màxima, Elit, els pilots que hi accedeixen són establerts anualment per la BUE i la BAC, mitjançant l'edició d'un "rànquing" confeccionat d'acord amb els resultats obtinguts pel pilot durant l'any anterior. A banda, hi poden participar també tots aquells que hagin estat o siguin "Elit" de campionats de rang superior (europeu, mundial, etc.).

## Calendari
El calendari del campionat abasta uns quants mesos de durada, començant usualment a la primavera i acabant cap a finals d'any (tradicionalment, la darrera prova s'inclou en el Festival de la Infància de Barcelona, que se celebra al desembre, durant les vacances de nadal). Hi ha una sèrie de proves "clàssiques" que s'acostumen a programar cada any, com ara la inicial a Banyuls de la Marenda (Rosselló) o la de Vallnord a Andorra, i d'altres que van variant cada any.
El total de proves puntuables varia entre les tres i les sis o set segons l'any, i la seva distribució territorial acostuma a ser equilibrada, repartint-se per diverses comarques dels Països Catalans, especialment al Principat però també a la Franja de Ponent i el País Valencià. Pel que fa a aquest territori, són freqüents les proves celebrades a Betxí, La Vall d'Uixó i altres poblacions properes.